# Charlie Fuller
Charles Edward Fuller, detto Charlie (25 maggio 1919 – Isola di Sheppey, 16 novembre 2004), è stato un calciatore inglese, di ruolo difensore.

## Carriera

### Nazionale
Giocò una partita durante i Giochi Olimpici del 1952.

## Palmarès

### Giocatore

#### Competizioni nazionali
- FA Amateur Cup: 1

Bromley: 1948-1949
- Athenian League: 1

Bromley: 1948-1949
- Isthmian League: 1

Bromley: 1953-1954

#### Competizioni regionali
- Kent Senior Cup: 1

Bromley: 1949-1950
- London Senior Cup: 1

Bromley: 1950-1951
- Kent Amateur Cup: 3

Bromley: 1946-1947, 1948-1949, 1950-1951